# Округ Вотком (Вашингтон)
Вотком (енгл. Whatcom County) је округ у америчкој савезној држави Вашингтон.

## Демографија
По попису из 2010. године број становника је 201.140, што је 34.326 (20,6%) становника више него 2000. године.
| Група             | 2000.           | 2010.           |
| Белци             | 143.842 (86,2%) | 164.675 (81,9%) |
| Афроамериканци    | 1.150 (0,7%)    | 1.929 (1,0%)    |
| Азијати           | 4.637 (2,8%)    | 7.090 (3,5%)    |
| Хиспаноамериканци | 8.687 (5,2%)    | 15.756 (7,8%)   |
| Укупно            | 166.814         | 201.140         |